# Jörgen Ib Olsen
Pour les articles homonymes, voir Olsen.
Jörgen Ib Olsen est un rameur danois né le 9 novembre 1929 à Højelse et mort le 9 novembre 2009 à Sorø. Il a remporté la médaille de bronze en quatre en pointe avec barreur aux Jeux olympiques d'été de 1948 de Londres avec Erik Larsen, Henry Larsen, Børge Raahauge Nielsen et Harry Knudsen.